# تپه قراول ینگجه
تپه قراول ینگجه مربوط به سده‌های اولیه دوران‌های تاریخی پس از اسلام است و در شهرستان مشگین‌شهر، بخش مرکزی، دهستان شعبان، روستای ینگجه واقع شده و این اثر در تاریخ ۱۲ دی ۱۳۸۶ با شمارهٔ ثبت ۲۰۳۳۸ به‌عنوان یکی از آثار ملی ایران به ثبت رسیده است.